# Мушти
Мушти́ —  село в Україні, у Решетилівській міській громаді Полтавського району Полтавської області. Населення становить 331 осіб. До 2020 орган місцевого самоврядування — Малобакайська сільська рада.

## Географія
Село Мушти знаходиться на берегах річки Саврай, за 2 км від сіл Малий Бакай та Онищенки. До села примикає лісовий масив (сосна).

## Історія
12 червня 2020 року, відповідно до розпорядження Кабінету Міністрів України № 721-р «Про визначення адміністративних центрів та затвердження територій територіальних громад Полтавської області», село увійшло до складу Решетилівської міської громади.
19 липня 2020 року, в результаті адміністративно - територіальної реформи та ліквідації Решетилівського району, село увійшло до складу новоутвореного Полтавського району Полтавської області.

## Економіка
- Свино-товарна ферма.